# لجوف

تعديل مصدري - تعديل

لجوف هي إحدى قرى عزلة القارة بمديرية رصد التابعة لمحافظة أبين، بلغ تعداد سكانها 94 نسمة حسب تعداد اليمن لعام 2004.